# Zvíkov (tvrz)
Zvíkov je pozdně gotická tvrz ve stejnojmenné obci na Českobudějovicku. Od roku 1963 je chráněná jako kulturní památka ČR.
Tvrz byla původně dvoupatrová, dnes jednopatrová budova mírně obdélníkovitého půdorysu z neomítnutého kamenného zdiva. Takových neporušených kamenných staveb, jakou je zvíkovská tvrz, se v Čechách zachovalo velmi málo. Podle desky zasazené do zdi se uvádí jako rok založení 1406, kdy by zakladatelem mohl být příběnický purkrabí Jan Ježek ze Zvíkovce, ale deska sem byla zasazena zřejmě až později. Stylově odpovídá stavba zvíkovské tvrze jagellonské gotice (15.–16. století), kdy byl majitelem Zvíkova Jiřík Majnuš z Březnice. Dalším majitelem byl Petr IV. z Rožmberka, který Zvíkov koupil v roce 1519 od Elišky z Březnice. Někdy mezi roky 1539 až 1551 získal tvrz Ondřej Ungnad ze Suneku, čímž ztratila funkci šlechtického sídla, začala být používána k hospodářským účelum a postupně pustla. Poté hlubocké panství, včetně Zvíkova, patřilo Malovcům z Malovic, kteří o panství přišli po bitvě na Bílé Hoře. Za třicetileté války byla tvrz vypálena (roku 1622). Plenění nebyly ušetřeny ani místní usedlosti – z 15 statků se zachovaly pouze dva. V roce 1628 se tvrz uvádí jako pustá. V roce 1718 přešla tvrz do dědičného nájmu Jakubu Tvrzákovi a Pavlu Košťálovi. Jakub Tvrzák v tvrzi přímo bydlel. Kolem poloviny 18. století byla tvrz snížena o patro a nově zastřešena, později sloužila jako sýpka.
V současné době je tvrz soukromým majetkem a není veřejnosti přístupná.